# Madonna col Bambino e san Giovannino (Francesco Botticini)
La Madonna col Bambino e san Giovannino è un dipinto rotondo del pittore Francesco Botticini realizzato circa nel 1487 e conservato nel Museo Soumaya a Città del Messico.

## Descrizione
È raffigurato in un primo piano, coperto da un velo sottile e reclinato sui vestiti di sua madre, il Bambino Gesù, che guarda direttamente lo spettatore. Mentre lo osserva e con le mani in preghiera c'è la Vergine Maria; sulla sua testa indossa un semplice copricapo, composto da un sottile velo con l'aureola; veste un abito color pesca; il mantello blu poggia su alcuni motivi dorati.
Intento ad osservare il Bambino Gesù, alla destra della Vergine, c'è il piccolo Giovannino. Indossa una veste umile nei toni del blu e del marrone, mentre tiene una croce sulla sua spalla.
Nella parte superiore si scorgono una serie di bagliori dorati, allusione alla presenza della Divinità: bagliori che cadono direttamente sul Bambino, il quale, a sua volta, sembra volerli raggiungere, estendendo le sue piccole braccia nella loro direzione.
Lo sfondo del dipinto mostra come scenario una veduta del Valdarno, ovvero della valle attraverso la quale scorre il fiume Arno (Toscana) e che attraversa città famose come Firenze, Arezzo e Pisa.

### Tema iconografico
Come suggerisce il nome, questo dipinto mostra uno dei temi religiosi ricorrenti durante il Rinascimento, quello della Madonna col Bambino e san Giovannino, argomento poi ripreso da innumerevoli artisti come Sandro Botticelli, Filippino Lippi e Michele Tosini.
A questo tema sono state aggiunte alcune varianti con l'inclusione di altri Santi. Questo tema iconografico vuole rappresentare il legame tra la madre e suo figlio con, in aggiunta, la presenza di San Giovanni Battista. L'innocenza di questi due personaggi è ritratta nella loro infanzia, così come la loro parentela in qualità di cugini (la madre del Battista resta incinta nella vecchiaia ed è proprio nel suo sesto mese di gravidanza che incontra la Vergine con Gesù in grembo (Luca 1, 36).

## Stile
Questo dipinto ad olio è in un formato tondo, cioè in una tela circolare, che, a detta di alcuni specialisti, divenne un format molto popolare durante il Rinascimento. Nonostante le difficoltà nel mantenere le forme e le proporzioni delle figure rappresentate in questo tipo di tela, Madonna col Bambino e san Giovannino, riguarda un esempio magistrale.